# Mennonietenbuurt (Utrecht)
Mennonietenbuurt is een buurtschap in het noordwesten van de gemeente De Ronde Venen in de Nederlandse provincie Utrecht. Het ligt tussen Amstelhoek en Kromme Mijdrecht (De Hoef) aan het Amstel-Drechtkanaal, met aan de overkant het Noord-Hollandse Uithoorn.
Tegenwoordig wordt deze buurtschap beschouwd als deel van de woonplaats Amstelhoek.
De straatnamen zijn: Mennonietenbuurt, Menno Simonszstraat en Schoolstraat.
Van ongeveer 1600 tot 1800 woonden hier vooral doopsgezinden, indertijd meer bekend als Menisten of Mennonieten.

## Bron
1. ↑  Bart Boele: Over Uithoorn en De Kwakel, ISBN 90 6455 054 9